# Sofie Royer
Sofie Fatouretchi Royer, alias Sofie Royer, est une artiste plasticienne et une musicienne, née le 9 août 1991 en Californie de parents iraniens et autrichiens.

## Biographie
Sofie Royer est née en 1991, en Californie, de parents iraniens et autrichiens.
Elle étudie le violon et l'alto au Conservatoire de Vienne, avant de vivre entre New York, Londres et Los Angeles. Elle se fait connaître en tant que DJ, membre originel de Boiler Room et DJ résidente de NTS Radio. Pendant son séjour à Los Angeles, elle travaille au sein du label Stones Throw. Elle y fait venir d’autres artistes comme Mndsgn (en), tout en y publiant sa compilation Sofie's SOS Tape en 2016.
En 2019, elle signe chez Stones Throw. En 2020, elle publie un album, Cult Survivor, sur ce label, une collection de chansons pop atypiques inspirées par des peines de cœur. En 2022, Sofie sort un nouvel album pour Stones Throw, Harlequin,, neuf titres loin de toute mode « pleins d’un vague à l’âme languide et bizarrement revigorants ».
En 2022, Sofie Royer participe aussi à l'album Mahal de Toro Y Moi.
En plus de son activité dans le domaine de la musique, Sofie étudie également la philosophie, la psychologie et l'anglais à l'Université de Vienne, ainsi que la peinture à l'Université des arts appliqués. En tant qu'artiste, elle a exposé notamment ses œuvres à L Art Galerie à Salzbourg.

## Discographie

### Albums studio
- 2020 : Cult Survivor (Stones Throw Records)
- 2022 : Harlequin (Stones Throw Records)
- 2024 : Young-Girl Forever (Stones Throw Records)